# 第111步兵师 (德国国防军)
第111步兵师（德語：111. Infanterie-Division）是德国国防军陆军的师级单位。该师是在1940年后期德国军队的进一步扩张中形成的。它致力于与俄罗斯战斗，并在东线上战斗了3年。该师最终被困在克里米亚，并在1944年春季被摧毁。

## 组织
该师于1940年11月6日成立，作为第11军区巴特法灵博斯特尔第12军的一部分。
当第3步兵師正在向摩托化师转变，只有2个步兵团时，该师的第50步兵团转移到了第111步兵师。第50步兵团在法国和波兰与第3步兵师并肩作战。第70步兵团来自第36步兵師，该师也是一个摩托化师。

## 指挥官
- 1940年11月5日至1942年12月31日：奧托·施塔普夫（英语：Otto Stapf (officer)）步兵上將
- 1942年1月1日至1943年8月14日：赫爾曼·雷克納格爾步兵上將
- 1943年8月15日至1943年8月29日：維爾納·馮·比洛（德语：Werner von Bülow）少將
- 1943年8月30日至1943年10月31日：赫尔曼·雷克纳格尔步兵上將
- 1943年11月1日至1944年2月9日：埃里希·格魯納少將
- 1944年2月10日至1944年4月22日：庫爾特·亞當（德语：Kurt Adam）少將